# 星空とハルモニア
『星空とハルモニア』（ほしぞらとハルモニア）は、テレビアニメ『宙のまにまに』のキャラクターソングと挿入歌が収録されたアルバム。2009年9月30日にGloryHeavenから発売された。

## 概要
- 劇中で使用された挿入歌とキャラクターソングを収録している。
- CDジャケットには、大八木朔、明野美星、矢来小夜、蒔田姫、江戸川正志、路万健康、琴塚文江が描かれている。

## 収録曲
1. 星のしずく [3:18]
歌：CooRie
作詞・作曲：rino、編曲：大久保薫
2. Spring：春の星座 [2:47]
モノローグ：明野美星（伊藤かな恵）
3. トキメキ座流星群☆ [4:21]
歌：明野美星（伊藤かな恵）
作詞・作曲：rino、編曲：末廣健一郎
4. Summer：夏の星座 [2:04]
モノローグ：明野美星（伊藤かな恵）
5. キミと未来観測 [4:14]
歌：矢来小夜（早見沙織）
作詞・作曲：rino、編曲：河合英詞
6. 光の朝 [3:13]
歌：CooRie
作詞・作曲：rino、編曲：大久保薫
7. 煌めきHarmonics [3:13]
作詞・作曲：rino、編曲：大久保薫
8. Autumn：秋の星座 [1:59]
モノローグ：明野美星（伊藤かな恵）
9. Dive to the sky [3:42]
歌：蒔田姫（戸松遥）
作詞・作曲：rino、編曲：河合英詞
10. Winter：冬の星座 [2:28]
モノローグ：明野美星（伊藤かな恵）
11. 君がいる物語 [4:39]
歌：琴塚文江（小清水亜美）
作詞・作曲：rino、編曲：末廣健一郎
12. 想い出プラネタリウム [2:36]
歌：CooRie
作詞・作曲：rino、編曲：大久保薫